# 베냐민 라이히
베냐민 라이히(독일어: Benjamin Raich, 1978년 2월 28일~)는 오스트리아의 은퇴한 알파인 스키 선수이다. 올림픽과 세계 선수권 대회에서 금메달 5개를 포함하여 총 메달 14개를 획득했으며, 알파인 스키 월드컵에서 총 37개의 금메달을 획득했다. 그는 2006년 동계 올림픽에서 2관왕을 달성했고 월드컵에서 종합 우승 1회를 차지했으며, 활강 종목을 제외한 모든 월드컵 종목에서 우승한 바 있다. 또한 월드컵 통산 최다 점수 획득 기록을 보유하고 있다.

## 수상
- 스키외르도르(2006년)
- 오스트리아 올해의 스포츠 선수(2006년)

### 수훈
- 오스트리아 공화국 공로명예장 공로은장(2001년)
- 오스트리아 공화국 공로명예장 대명예장(2006년)

## 같이 보기
- FIS 알파인 스키 월드컵